# Retepora spatulifera
Retepora spatulifera är en mossdjursart som beskrevs av Campbell Easter Waters 1905. Retepora spatulifera ingår i släktet Retepora och familjen Phidoloporidae. Inga underarter finns listade i Catalogue of Life.